# Меймі Гаммер
Мері Вілла «Мемі» Гаммер (англ. Mary Willa «Mamie» Gummer; нар. 3 серпня 1983) — американська акторка кіно і телебачення, донька Меріл Стріп.

## Ранні роки
Мемі Гаммер народилася 3 серпня 1983 року в сім'ї актриси Меріл Стріп та скульптора Дона Гаммера . Росла вона в Лос-Анджелесі, Каліфорнії та Коннектикуті зі своїм старшим братом Генрі й сестрами Грейс та Луїзою.
Гаммер відвідувала школу Міс Портер, потім закінчила Кентську школу в Коннектикуті, а пізніше продовжила навчання в Північно-Західному університеті, отримавши диплом в 2005 році.

## Кар'єра
Гаммер відома за своїми ролями другого плану на телебаченні в телесеріалах « Гарна дружина» та «Без координат», який транслювався у 2011 році.
У кіно з'явилася з маленькими ролями у фільмах « Вечір» (2007) та «Диявол носить Прада», але зрештою сцени за її участю були вирізані з фільму. У 2012 році вона отримала головну роль у телесеріалі « Доктор Емілі Овенс» .

## Особисте життя
У 2011—2013 роках Мемі була одружена з актором Бенджаміном Вокером .
У серпні 2018 року відбулися заручини Мемі зі сценаристом та продюсером Мехаром Сетхі. 
У лютому 2019 року народила сина .

## Фільмографія
| Рік       |    | Українська назва                   | Оригінальна назва              | Роль                                                |
| --------- | -- | ---------------------------------- | ------------------------------ | --------------------------------------------------- |
| 1986      | ф  | Ревнощі                            | Heartburn                      | Енні                                                |
| 2003      | кф | —                                  | Reservations                   | хостес                                              |
| 2006      | ф  | Містифікація                       | The Hoax                       | Дейна                                               |
| 2006      | ф  | Диявол носить «Прада»              | The Devil Wears Prada          | Співробітник Starbucks (сцена не увійшла до фільму) |
| 2007      | ф  | Вечір                              | Evening                        | Лайла Віттенборн                                    |
| 2007      | кф | День усіх святих                   | All Saints Day                 | Лілі                                                |
| 2008      | ф  | Війна з примусу                    | Stop-Loss                      | Джині                                               |
| 2008      | с  | Джон Адамс                         | John Adams                     | Саллі Сміт Адамс                                    |
| 2008      | ф  | Пропажа алмазу "Сльоза"            | The Loss of a Teardrop Diamond | Джулі                                               |
| 2009      | ф  | Штурмуючи Вудсток                  | Taking Woodstock               | Тиша                                                |
| 2009      | ф  | Охоронці світла                    | The Lightkeepers               | Рут                                                 |
| 2010      | в  | Тренер                             | Coach                          | Стелла                                              |
| 2010      | ф  | Дванадцять тридцять                | Twelve Thirty                  | Мора                                                |
| 2010      | ф  | Палата                             | The Ward                       | Емілі                                               |
| 2010—2015 | с  | Гарна дружина                      | The Good Wife                  | Ненсі Крозьє                                        |
| 2011      | с  | Без координат                      | Off the Map                    | доктор Міна Мінард                                  |
| 2011      | с  | Обдарована людина                  | A Gifted Man                   | Джемма                                              |
| 2012      | с  | Невиліковне Це                     | The Big C                      | Максин Купер                                        |
| 2012—2013 | с  | Доктор Емілі Оуенс                 | Emily Owens, M.D               | доктор Емілі Оуенс                                  |
| 2013      | ф  | Рятувальник                        | The Lifeguard                  | Крейда                                              |
| 2013      | ф  | Він набагато популярніший за тебе] | He's Way More Famous Than You  | у ролі самої себе                                   |
| 2013      | ф  | Побічна дія                        | Side Effects                   | Кайла                                               |
| 2014      | ф  | Ехо парк                           | Echo Park                      | Софі                                                |
| 2014      | ф  | Торт                               | Cake                           | Боні                                                |
| 2014      | с  | Елементарно                        | Elementary                     | Маргарет Брей                                       |
| 2014      | тф | Гроші                              | The Money                      | Триша Кастман                                       |
| 2015      | ф  | Кінець туру                        | The End of the Tour            | Джулі                                               |
| 2015      | ф  | Ріки та Флеш                       | Ricki and the Flash            | Джулі                                               |
| 2015      | с  | Мангеттен                          | Manhattan                      | Нора                                                |
| 2016      | с  | Колекція                           | The Collection                 | Хелен Сабін                                         |
| 2018      | с  | Хороша боротьба                    | The Good Fight                 | Ненсі Крозьє                                        |
| 2018      | мс | Робоцип                            | Robot Chicken                  | Карлі / блондинка                                   |
| 2018      | ф  | Робота актора над собою            | An Actor Prepares              | Аннабель                                            |
| 2018      | с  | Касл-Рок                           | Castle Rock                    | мама Метью Дивера                                   |
| 2018      | ф  | З нізвідки                         | Out of Blue                    | Дженніфер Рокуелл                                   |
| 2019      | с  | Справжній детектив                 | True Detective                 | Люсі Перселл                                        |
| 2021      | ф  | Відокремлення                      | Separation                     | Меггі Ван                                           |
| 2025      | с  | Ми були брехунами                  | We Were Liars                  | Керрі Сінклер                                       |

## Ролі у театрі
- 2018 — «Our Very Own Carlin McCullough»
- 2017 — «The Siegel»
- 2015 — " Ugly Lies the Bones[en] "
- 2008 — " Дядя Ваня " / Uncle Vanya
- 2008 — " Небезпечні зв'язки " / Les Liaisons Dangereuses[en]
- 2008 — «Hunting and Gathering»
- 2007 — «Дездемона» / Desdemona
- 2007 — " The Autumn Garden[en] "
- 2006 — " The Water's Edge[en] "
- 2005 — " Mr. Marmalade[en] "
- 2004 — " The House of Blue Leaves[en] "
- 2004 — «12 Volt Heart»
- 2003 — " The Laramie Project[en] "

## Нагороди
- (2006) Премія Theatre World
  - Переможець: Найкраща актриса другого плану за фільм «Містер Мармелад».
- (2007) Премія Люсіль Лортел
  - Номінація: найкраща акторка у фільмі «Край води».
- (2009) Премія Люсіль Лортел
  - Номінація: Найкраща жіноча роль у фільмі «Дядя Ваня».
- (2016) Drama Desk Award
  - Номінація: найкраща актриса у п'єсі «Потворна брехня» «Кістка в підземному перехресті»